# TVR Cerbera Speed 12
TVR Cerbera Speed 12 — концепт-кар гоночного автомобіля британської компанії TVR 1997–2000 років.

## Опис
Концепт розроблявся на платформі моделей компанії TVR як найпотужніший тогочасний спорт-кар. Він повинен був би стати базою для спортивного гоночного автомобіля класу FIA-GT1, але тут розпочались проблеми пристосування авто до вимог GT1-класу і розуміння того, що він не зможе бути використаний для загальних дорогах. Через це ідея не отримала подальшого розвитку.
12-циліндровий мотор об'ємом 7730 см³ повинен був розвивати потужність до 1000 к.с., що дозволило б отримати прискорення 0-100 км/год за трохи більше 3,0 секунд. Але детальний аналіз характеристик мотору, авто не був проведений. За оцінками вони мали б бути близькими до характеристик моделі McLaren F1. Мотор складався з двох 6-циліндрових моторів, що збиралися з спільним колінчастим валом. Блоки циліндрів виготовляли з сталі.

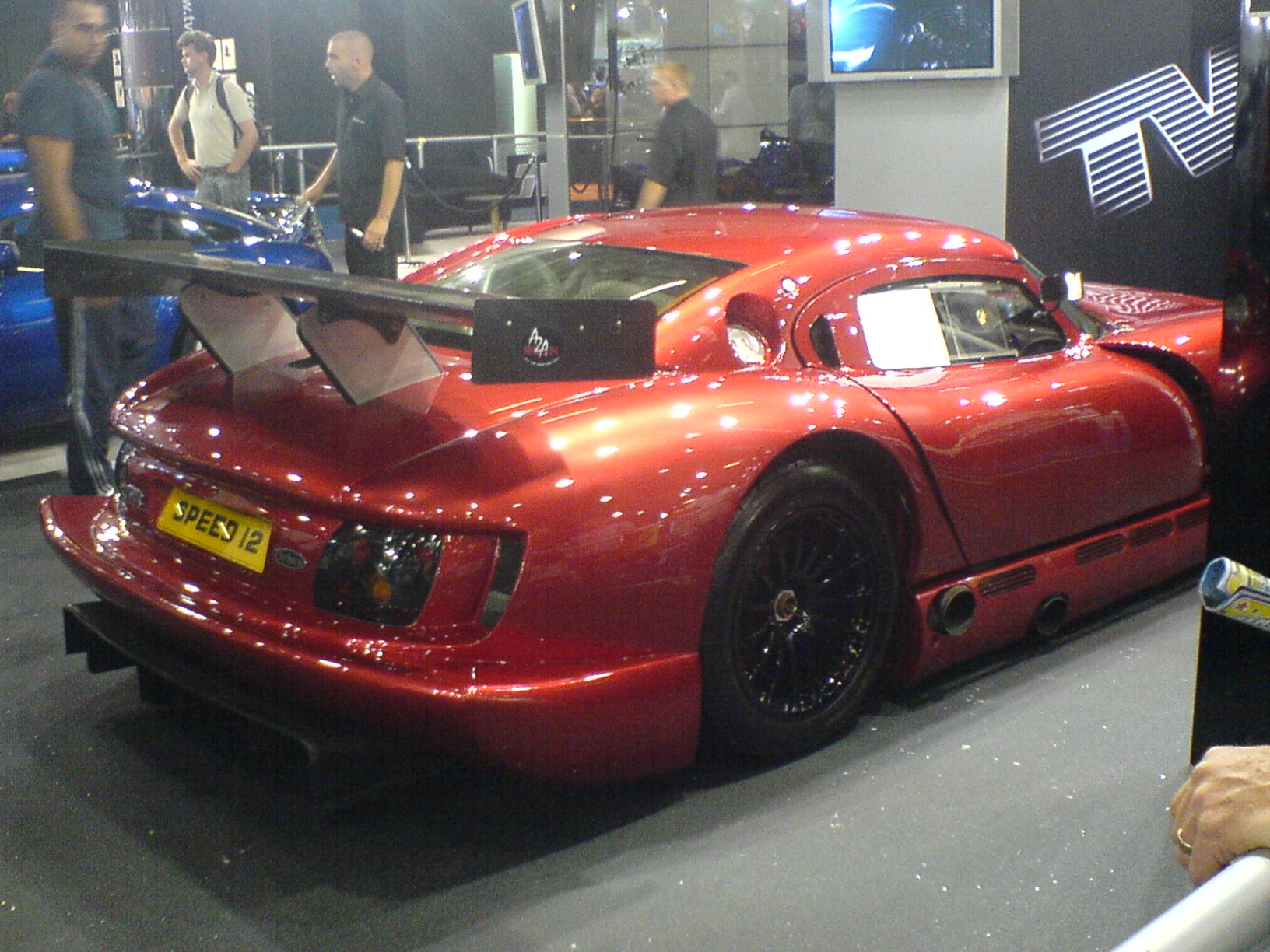
TVR Cerbera Speed 12. 2006

### Концепт-кар Проекту 7/12
Концепт-кар презентували 1996 на Автосалоні у Бірмінгемі. У позначенні 7/12 число «7» означало об'єм, «12» число циліндрів. Компанія TVR анонсувала, що концепт-кар буде швидшим і потужнішим за McLaren F1. Для перегонів за регламентом потужність мотору мали обмежити до 660 к.с. (588 кВт), а вагу до 1000 кг. У дорожній модифікації мотор повинен був розвивати понад 800 к.с.

### Speed 12
На 1998 прототип для перегонів отримав назву «Speed 12», але його не вдалось залучити до перегонів 24 години Ле-Мана. Speed 12 GTS взяв участь у декількох перегонах чемпіонату FIA-GT1, але того року ввели зміни до регламенту, що не дозволило йому надалі виступати у змаганнях. Дорожню модифікацію Speed 12 GTS неможливо було завершити впродовж року.
У 2000 презентували TVR Cerbera Speed 12 з мотором потужністю понад 800 к.с., вагою близько 1000 кг, який повинен був перевершити McLaren F1, розвиваючи довший час швидкість понад 384 км/год (240 миль/год). Модель з мотором у 675 к.с. брала участь у перегонах британського чемпіонату FIA-GT2, отримала декілька перемог, але відзначилась незадовільною надійністю. Було отримано значну кількість замовлень на дорожню модифікацію, що при ціні 188.000 фунтів була найдорожчою моделлю компанії TVR.
При спробі визначити потужність мотору розірвало вхідний вал. Тоді визначили потужність кожного 6-циліндрового блоку окремо — 480 к.с. (353 Квт), з чого потужність мотору мала б виносити 960 к.с. (706 кВт). Колишній власник Пітер Уілер (англ. Peter Wheeler) випробував дорожній прототип на загальних дорогах і прийшов до висновку, що модель непридатна для цього через надто високу потужність.
Компанія TVR повернула платежі за дорожні TVR Cerbera Speed 12 і припинила підготовку серійного виробництва. Прототипи демонстрували на різних автошоу, після чого їх розібрали. Інші авто продовжували брати участь у перегонах GT 2. У серпні 2003 було анонсовано, що один дорожній прототип буде відновлено і продано обраному компанією новому власнику. Через знищення прототипів використали шасі, кузов моделі з перегонів. Було модернізовано мотор, систему керування ним.